# 小池東一郎
小池 東一郎（こいけ とういちろう、1918年10月18日 - 2001年1月21日）は、日本の工学者。北海道大学名誉教授、道都大学・北見工業大学元学長。従三位勲二等旭日重光章。新潟県出身。

## 略歴
- 1918年（大正7年）10月 - 新潟県生まれ
- 1943年（昭和18年）9月 - 北海道帝国大学工学部電気工学科卒業
- 1945年（昭和20年）9月 - 北海道大学大学院修了（特別研究生第一期）
- 1959年（昭和34年）11月 - 工学博士
- 1960年（昭和35年）4月 - 北海道大学工学部教授
- 1978年（昭和53年）4月 - 北見工業大学学長に就任（1984年（昭和59年）3月末まで）[2]、北海道大学名誉教授
- 1985年（昭和60年）8月 - 道都大学学長に就任
- 1993年（平成5年）11月 - 勲二等旭日重光章
- 2001年（平成13年）1月 - 従三位